# Haplohymenium longinerve
Haplohymenium longinerve là một loài Rêu trong họ Thuidiaceae. Loài này được (Broth.) Broth. mô tả khoa học đầu tiên năm 1907.